# Ligandy chelatujące
Zasugerowano, aby zintegrować ten artykuł z artykułem Ligand (chemia) (dyskusja). Nie opisano powodu propozycji integracji.
Ligandy chelatujące (kleszczowe) – ligandy w cząsteczkach, których wiązania koordynacyjne zostały utworzone pomiędzy atomem centralnym a dwoma lub więcej atomami należącymi do cząsteczki ligandu.